# Harold James Ruthven Murray
Harold James Ruthven Murray, mais conhecido como H. J. R. Murray, (Londres, 24 de junho de 1868 — Londres, 16 de maio de 1955) foi um educador britânico, inspetor de escolas e proeminente historiador de xadrez. Seu livro, A History of Chess, é amplamente considerado como a história mais confiável e abrangente do jogo.

## A History of Chess
Em 1897, Murray foi encorajado pelo Barão von der Lasa (que acabara de terminar seu livro sobre a história do xadrez europeu) a pesquisar a história do xadrez. Murray obteve acesso à maior biblioteca de xadrez do mundo, a de John G. White de Cleveland, Ohio, e também usou a coleção de J. W. Rimington Wilson na Inglaterra. A coleção White continha alguns manuscritos árabes, então Murray aprendeu árabe e alemão. A pesquisa levou 13 anos, durante os quais ele contribuiu com artigos sobre aspectos da história do xadrez para a British Chess Magazine e o Deutsches Wochenschach. Em 1913 ele publicou A History of Chess, propondo a teoria de que o xadrez se originou na Índia. Esta continua a ser a teoria mais amplamente aceita.
Embora A History of Chess fosse reconhecido como a referência padrão sobre o assunto, sua abordagem acadêmica e grande extensão (900 páginas) o tornaram inacessível para a maioria dos jogadores de xadrez. Murray começou um trabalho mais curto sobre a história do xadrez escrito em um estilo mais popular; permaneceu inacabado com sua morte e foi completado por B. Goulding Brown e Harry Golombek e publicado em 1963 como A Short History of Chess.
Murray foi o pai da educadora e biógrafa K. M. Elisabeth Murray e do arqueólogo Kenneth Murray.

### Trabalhos publicados
- A History of Chess (Londres: Oxford University Press, 1913)
  - A History of Chess (Northampton, MA: Benjamin Press, 1985) ISBN 0-936317-01-9
  - A History of Chess (Nova York: Skyhorse Publishing, 2012, reimpressão em brochura da edição de 1913) ISBN 978-1-62087-062-4
- A History of Board Games other than Chess (1952) ISBN 9780198274018
- A Short History of Chess (1963, postumamente) OCLC 906120511

### Trabalhos não publicados
- The Dilaram Arrangement
- The Dilaram position in European Chess
- A History of Draughts
- A History of Heyshott
- The Early History of the Knight's Tour[5]
- The Knight's Problem[5]
- The Classification of Knight's Tours

A maioria de seus trabalhos inéditos são mantidos nas Bibliotecas Bodleian da Universidade de Oxford.